# Idiotka
Idiotka ist eine Tragikomödie von Nastasya Popov. Der Film mit Anna Baryshnikov und Camila Mendes als Teilnehmerin und Produzentin einer Reality-Show ist Popovs Spielfilmdebüt und feierte im März 2025 beim South by Southwest Film Festival seine Premiere.

## Handlung
Margarita Levlansky, eine aufstrebende Modedesignerin, die Kleidung umetikettiert und als Designerstücke verkauft, lebt mit ihrem Vater Samuel, einem ehemaligen Arzt, der seine Approbation verloren hat, ihrer Großmutter Gita und ihrem Bruder Nerses, einem aufstrebenden Musiker, zusammen in einer winzigen Wohnung im russischen Viertel in West Hollywood. Als Margaritas Bewerbung bei der Reality-Show „Slay, Serve, Survive“ mit einem Preisgeld von 100.000 US-Dollar klappt, ergreift sie die Gelegenheit beim Schopf. Als Produzentin Nicol Alejandra Garcia ihr sagt, dass ihre erfolgreiche Teilnahme davon abhängt, ihr Privatleben in die Show einzubringen, muss sie überlegen, ob diese riesige Summe und die damit verbundenen Möglichkeiten es wert sind, die Probleme ihrer Familie ans Licht der Öffentlichkeit zu bringen. Da ihre Familie mit der Miete fünf Monate im Rückstand ist und ihnen die Zwangsräumung droht, hat sie jedoch keine andere Wahl. Bei „Slay, Serve, Survive“ muss sie gegen vier Konkurrenten antreten.

## Produktion

### Filmstab und Besetzung
Regie führte Nastasya Popov, die auch das Drehbuch schrieb. Zuvor drehte sie drei Kurzfilme. Idiotka ist ihr Spielfilmdebüt. Popov hat einen Bachelor-Abschluss in Creative Nonfiction und Slawischer Literatur von der Northwestern University und lebt in Los Angeles.
Anna Baryshnikov, die Tochter des Ballett-Tänzers Mikhail Baryshnikov, spielt in der Hauptrolle Margarita Levlansky. Für die aus der Dramedy-Serie Dickinson und dem Filmdrama Love Lies Bleeding bekannte Schauspielerin ist es ihre erste Hauptrolle. Mark Ivanir spielt Margaritas Vater Samuel und die russisch-US-amerikanische Schauspielerin Galina Jovovich, die 1980 aus der Sowjetunion in die Vereinigten Staaten emigrierte, ihre Großmutter Gita. Diese Figur ist von Popovs eigener Großmutter inspiriert. Nerses Stamos spielt Margaritas Bruder Nerses. Camila Mendes ist in der Rolle der Reality-TV-Produzentin Nicol Alejandra Garcia zu sehen. Gemeinsam mit der Regisseurin, Honor Role, Saba Zerehi und Rachel Matthews tritt sie auch als Produzentin von Idiotka in Erscheinung. Gastauftritte haben die Sängerin Saweetie in der Rolle von Jury-Mitglied Candy, der Comedian Benito Skinner in der Rolle von Jonathan Smith und das Model Gabbriette Bechtel, die vor allem für ihre Freundschaft mit Charli XCX und Julia Fox bekannt ist, die in Idiotka das Jury-Mitglied Emma Wexler spielt. Das Casting übernahm Kate Geller.

### Dreharbeiten, Filmmusik und Veröffentlichung
Die Produktion erhielt eine Ausnahmegenehmigung, um während des SAG-AFTRA-Streiks 2023 weitergeführt zu werden. Als Kamerafrau fungierte Kristen Correll.
Die Filmmusik komponiert der US-Amerikaner Ian Hultquist, ein Gründungsmitglied der Electropop-Band Passion Pit. 
Die Premiere des Films war am 12. März 2025 beim South by Southwest Film Festival. Mitte, Ende April 2025 wird er beim San Francisco International Film Festival gezeigt.

## Rezeption

### Kritiken
Von den bei Rotten Tomatoes aufgeführten Kritiken sind 90 Prozent positiv.

### Auszeichnungen
San Francisco International Film Festival 2025
- Nominierung als Beste Nachwuchsregisseurin für den Golden Gate Award (Nastasya Popov)[11]